# 伴娘我最大
《伴娘我最大》（英語：Bridesmaids）是2011年美國的一部喜劇電影，由保罗·费格導演。這部電影在票房上取得了佳績，全球票房超過2.88億，並且獲得了金球獎和奧斯卡獎的提名。
该片获得2011年奥斯卡奖最佳女配角提名梅莉莎·麥卡錫（Melissa McCarthy）与奥斯卡最佳原创剧本提名。

## 外部連結
- 官方网站
- 互联网电影数据库（IMDb）上《Bridesmaids》的资料（英文）
- AllMovie上《Bridesmaids》的资料（英文）
- Box Office Mojo上《Bridesmaids》的資料（英文）
- 爛番茄上《Bridesmaids》的資料（英文）
- Metacritic上《Bridesmaids》的資料（英文）